# Дзета³ Весов
Дзета³ Весов (лат. ζ³ Librae), 34 Весов (лат. 34 Librae), HD 138137 — одиночная звезда в созвездии Весов на расстоянии приблизительно 502 световых лет (около 154 парсеков) от Солнца. Видимая звёздная величина звезды — +5,806m.

## Характеристики
Дзета³ Весов — оранжевый гигант спектрального класса K0III. Радиус — около 16,32 солнечных, светимость — около 144,57 солнечных. Эффективная температура — около 4935 К.